# Raión de Tysmenytsia
Týsmenytsia (en ucraniano: Тисменицький район) fue un raión o distrito de Ucrania en el óblast de Ivano-Frankivsk. En la reforma territorial de 2020, su territorio fue incluido en el raión de Ivano-Frankivsk.
Comprendía una superficie de 731 km².
La capital era la ciudad de Týsmenytsia.

## Demografía
Según estimación 2010 contaba con una población total de 85.300 habitantes.

## Otros datos
El código KOATUU es 2625800000. El código postal 77400 y el prefijo telefónico +380 3436.